# W-CDMA

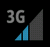
Symbole 3G affiché dans la barre de notification d'un smartphone Android.

Variante de la technique CDMA, le W-CDMA (Wideband Code Division Multiple Access, « multiplexage par code à large bande ») est une technique de codage utilisée dans la partie radio (UTRAN) des réseaux de téléphonie mobile UMTS, de troisième génération. Les normes UMTS rédigées par l'organisme 3GPP définissent cette technique de codage et de modulation des ondes radio. 
Certains opérateurs américains qui utilisaient majoritairement la technique CDMA (normalisée par le 3GPP2) et qui auraient pu passer au W-CDMA, envisageaient de développer ainsi leurs infrastructures existantes[réf. souhaitée] pour faire pleinement bénéficier leurs clients des services multimédia à haut débit ; finalement, au début des années 2010, la grande majorité des opérateurs de téléphonie mobile nord-américains a adopté la norme 4G LTE et les codages radio associés : l'OFDMA et le SC-FDMA qui remplacent progressivement CDMA et W-CDMA.
Noms équivalents ou assimilés : W-CDMA, WCDMA.